# Pleurozia schreberi
Pleurozia schreberi là một loài rêu trong họ Pleuroziaceae. Loài này được S. Hatt. mô tả khoa học đầu tiên.
Danh pháp khoa học của loài này chưa được làm sáng tỏ. 